# 在中華民国ハイチ大使館
在中華民国ハイチ大使館（フランス語: Ambassade d'Haïti en République de Chine、繁体字中国語: 海地駐中華民國大使館、英語: Embassy of Haiti in the Republic of China）は、ハイチが中華民国（台湾）の首都台北市に設置している大使館である。1956年4月25日に両国間の外交関係が樹立され、まず駐日ハイチ大使館が兼轄した後、1981年8月16日に台北常駐の大使館が開館した。

## 住所
台北市士林区天母西路62巷9號8樓

## 大使
2021年7月6日、ルーディ・スタンレー・ペン（ハイチ語: Roudy Stanley Penn、繁体字中国語: 潘恩）が蔡英文総統に信任状を捧呈して、爾後、特命全権大使を務めている。